# Дюбуа, Анри-Альфред-Огюст
Анри-Альфред-Огюст Дюбуа (фр. Henri Alfred Auguste Dubois, 21 августа 1859, Рим — декабрь 1943) — французский скульптор и медальер.

## Биография
Родился в Риме, где его отец, французский медальер Альфэ Дюбуа находился на стажировке. Учился у своего отца, а также у скульптора Анри Шапю и у художника и скульптора Александра Фальгьера.
Работал на Парижском монетном дворе. Создал ряд портретных и памятных медалей.
В 1879 году получил вторую Римскую премию в категории «Медальерное искусство».
Свои работы подписывал «H.DVBOIS» или «H.DUBOIS».